# 西鹌鹑
普通鵪鶉，是鸡形目雉科鹑属鸟类。

## 生态环境
普通鵪鶉是一种生性胆怯的鸟类，不喜歡结群互动，体形较小且保護色很好，常常潜伏在農田、草场的植物基部，极难发现，受到惊吓后会尖叫着从藏身处直飞而去。

## 分布地域
普通鵪鶉主要是分布于欧亚大陆西部和非洲。繁殖于欧洲大陆、北非的地中海沿岸地区及英伦三岛，在温暖的年份，其分布北限可以达到斯堪地納維亞半島南端；据观测西鹌鹑在非洲温暖地区越冬，迁徙途中可见于非洲大陸、阿拉伯半岛、中亚、印度次大陆等地，本物种的分布东限在俄罗斯西伯利亚中部、蒙古西部、中国新疆、阿富汗、巴基斯坦、印度一线。有鸟类学者将同属另一物种日本鵪鶉视为本物种分布在东亚的亚种，按照这一分类，西鹌鹑的分布东限会扩展至俄罗斯远东地区、中国东部沿海、朝鲜半岛、中南半岛、日本列岛一线。

## 特征

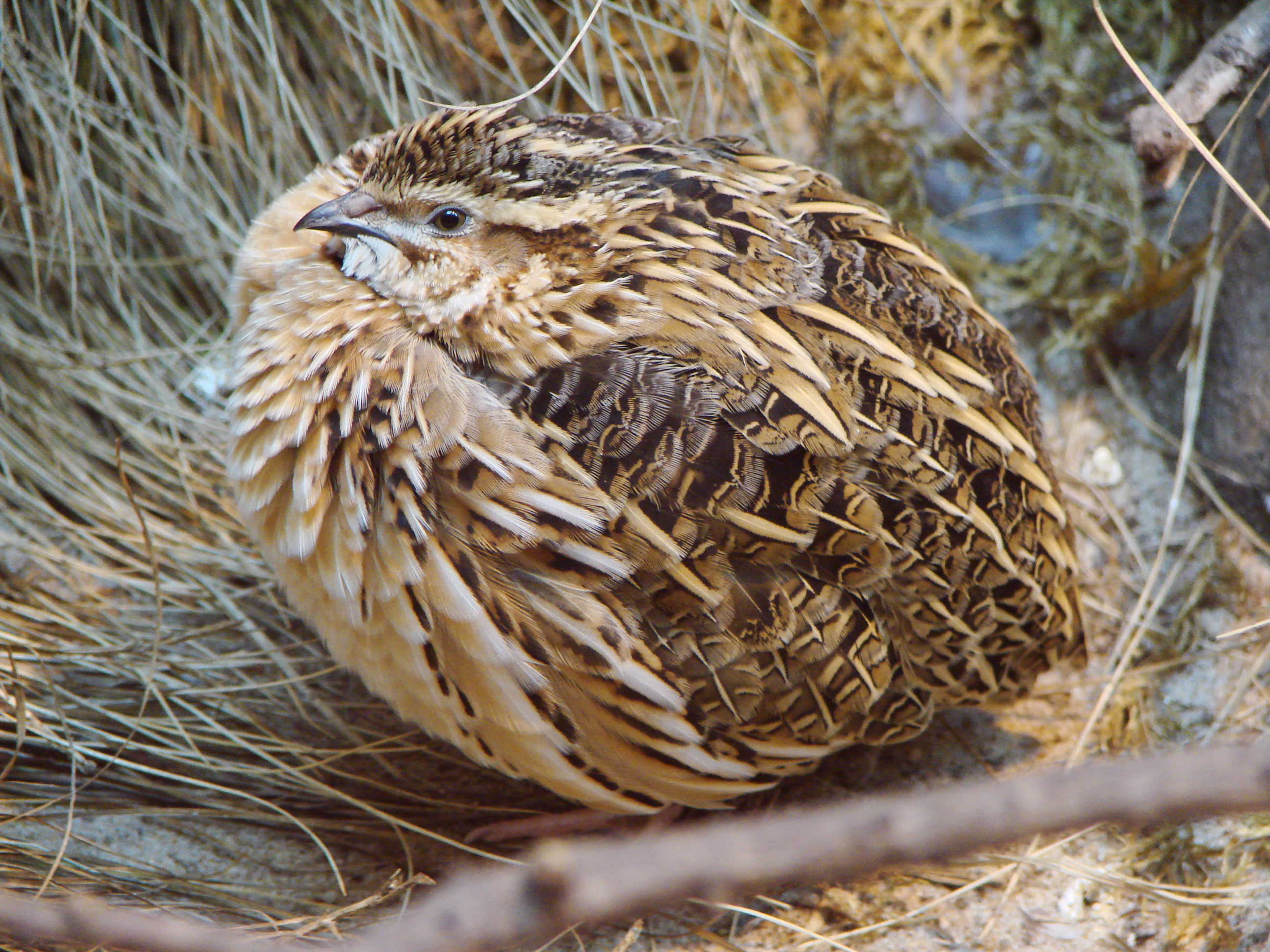
巢中的普通鵪鶉

普通鵪鶉为体形较小的雉科鸟类，体长在16－18厘米左右。普通鵪鶉雌雄体形接近，体色略有不同，雄性头部基色为褐色，头顶有黄白色中央冠纹；自喙基部起始有细长的黄白色眉纹，眉纹甚长延伸至后颈部；过眼有一道黑色贯眼纹，贯眼纹下为褐色条带，条带以下余部黄白色，喉部黑色；上体深褐色，密布红褐色及黑色横纹，其上点染大量纵向黄白色矛状条纹及不规则斑纹；翅长且尖；尾短，尾羽甚至被尾上覆羽完全遮盖，飞行时可见尾部长度小于翅长的一半；胸部红色，两胁有同色的斑块，腹部污白色。雌性体色基本与雄性一样，惟其喉部黄白色，而不似雄性为黑色；虹膜红褐色；喙灰色；双腿肉棕色；本物种喙形短小而细，跗跖部短，几乎与中趾等长，无距。
普通鵪鶉体重约96.28克，翼长约106.2毫米，嘴峰长约15.6毫米，喙宽度约5.5毫米，喙厚度约5.2毫米，跗蹠长约24.5毫米，尾长约38.3毫米。西鹌鹑是候鸟，其栖息在开放的人工改造的环境中，食性为草食性，主要食物来源是植物的干果或种子。

## 繁殖与保护

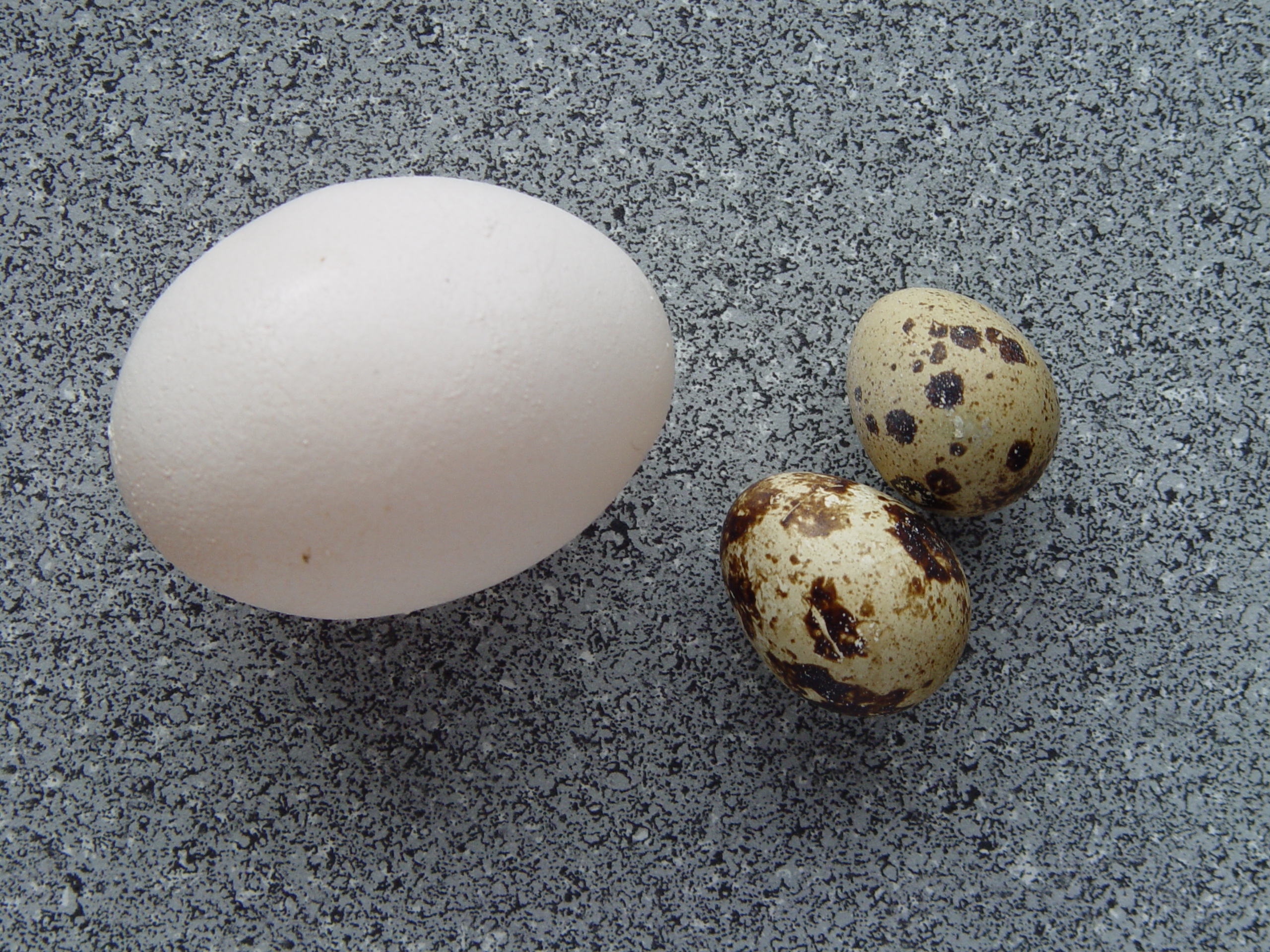
左为鸡蛋，右为鹌鹑蛋

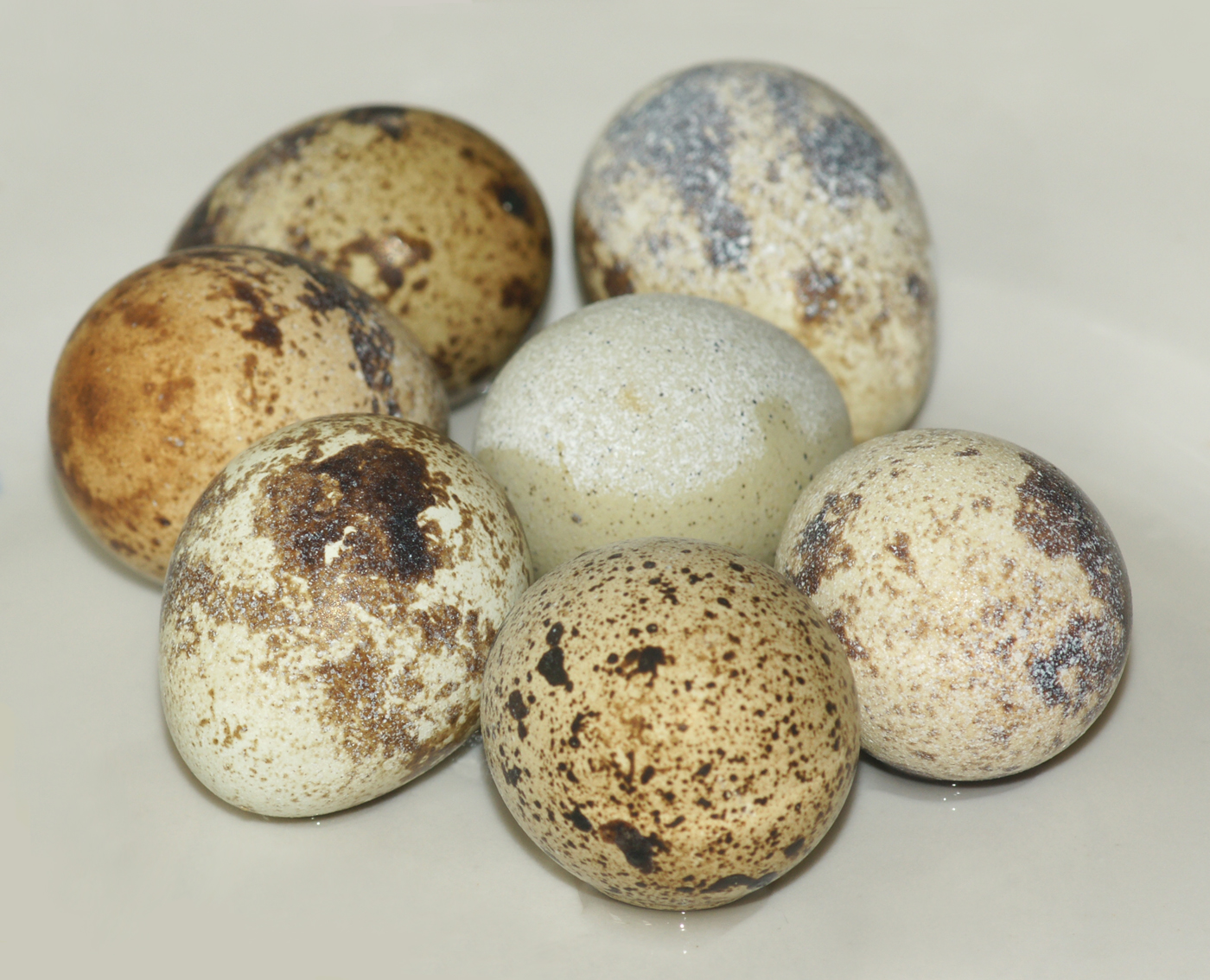
鹌鹑蛋

普通鵪鶉营巢于农田作物之间的地面上，每巢产卵8－13枚。
本物種的數量及分佈甚廣，未列入瀕危。普通鵪鶉在歐洲是主要獵捕的鳥種之一，尤其在其遷徙至地中海沿岸地區期間，遭大量捕殺。但现代技術成熟，養殖場已能滿足市場需求，野生鹌鹑的生存未受威脅。
本种于2023年被收录入《有重要生态、科学、社会价值的陆生野生动物名录》。

## 文化
鹌鹑肉及蛋均為美味食材，其蛋白質、維生素及鐵等元素含量均比雞肉高，而脂肪含量低於雞肉。尤其是含有重要的腦素和卵磷脂，是人類高級神經活動不可缺少的營養物質。其膽固醇含量較低，優於雞肉、蛋。所以西鹌鹑肉、蛋等還有很高的醫療價值。
雄鹌鹑生性好鬥，故很早就有鬥鵪鶉的歷史，還用鬥鹌鹑來賭博。
在舊約聖經中有上帝為以色列人降下一群鹌鹑作食物的紀錄。

## 圖片

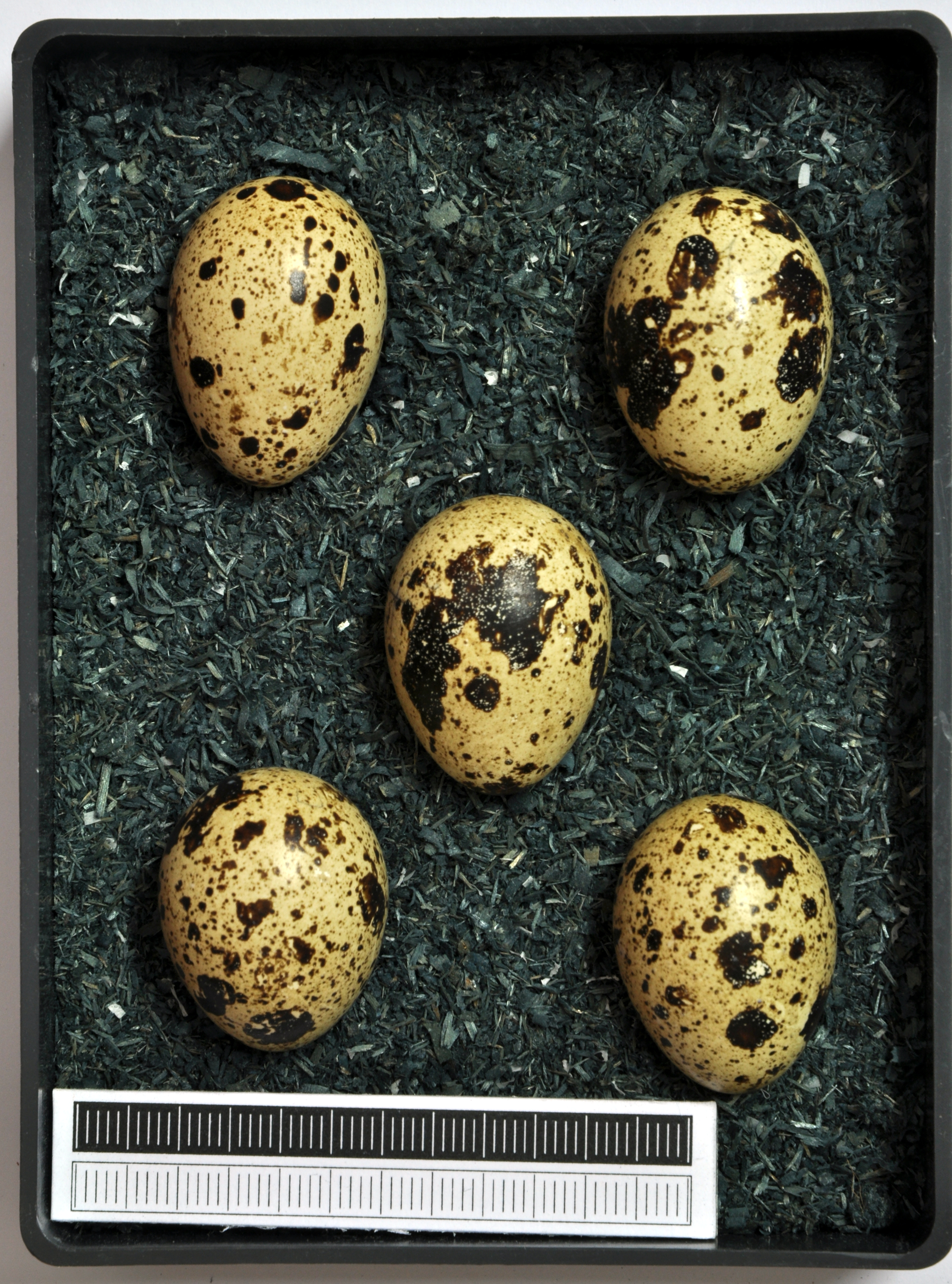
鹌鹑蛋，德國威斯巴登博物館收藏

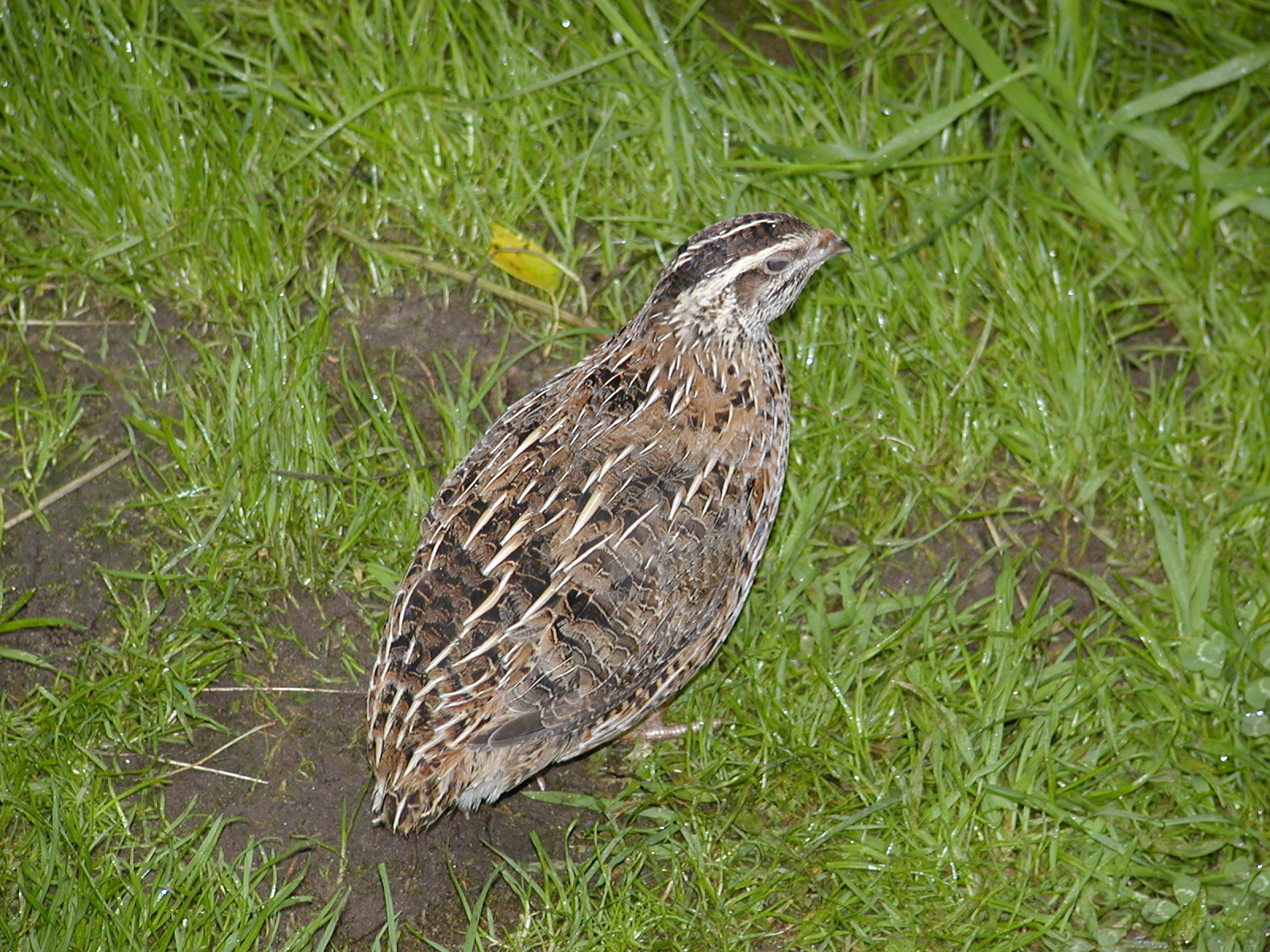
雌鹌鹑
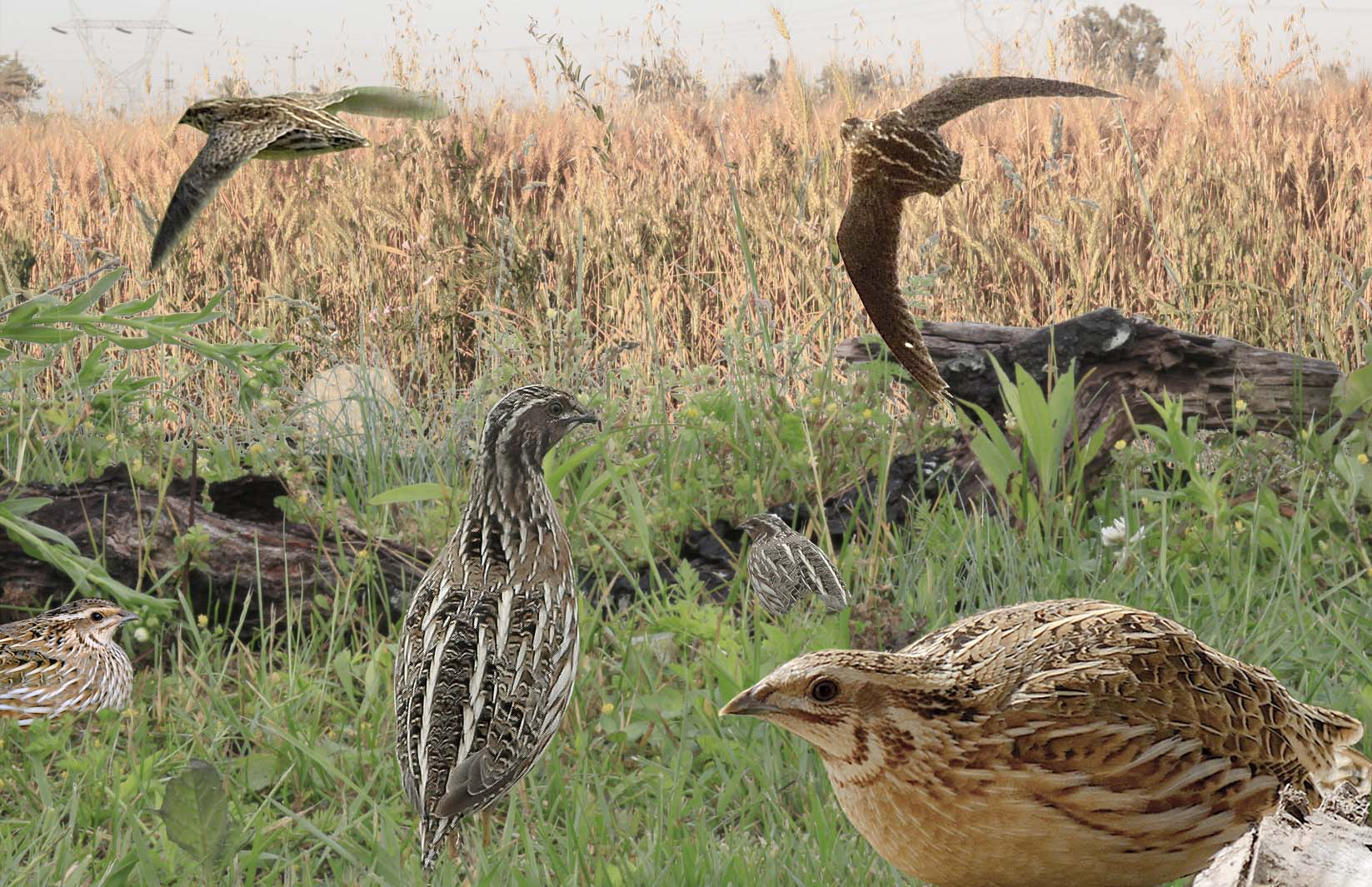
混合的個體
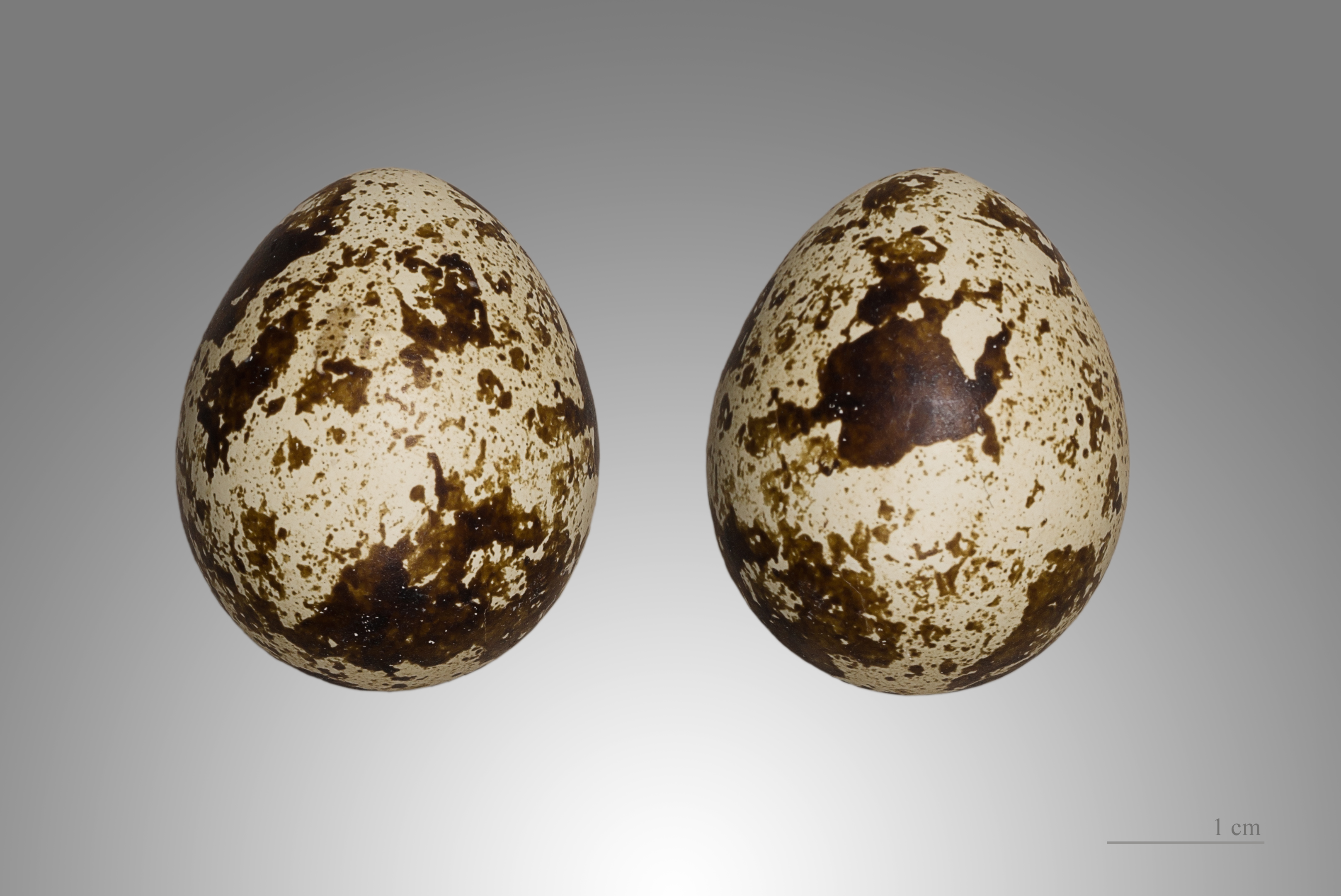
鹌鹑蛋 - 法國土魯斯博物館收藏
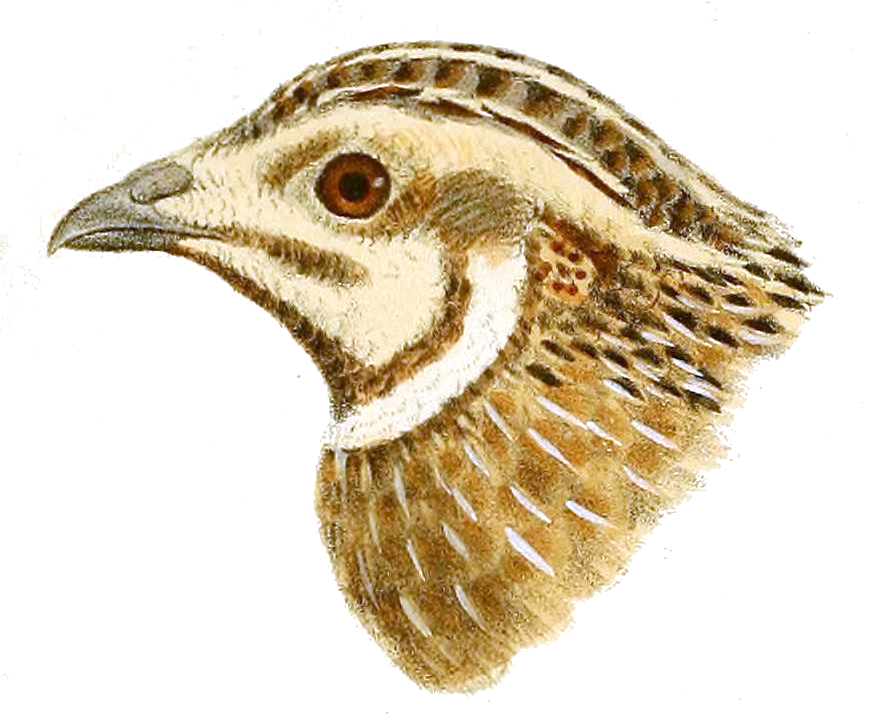
官方亞種的頭部樣貌
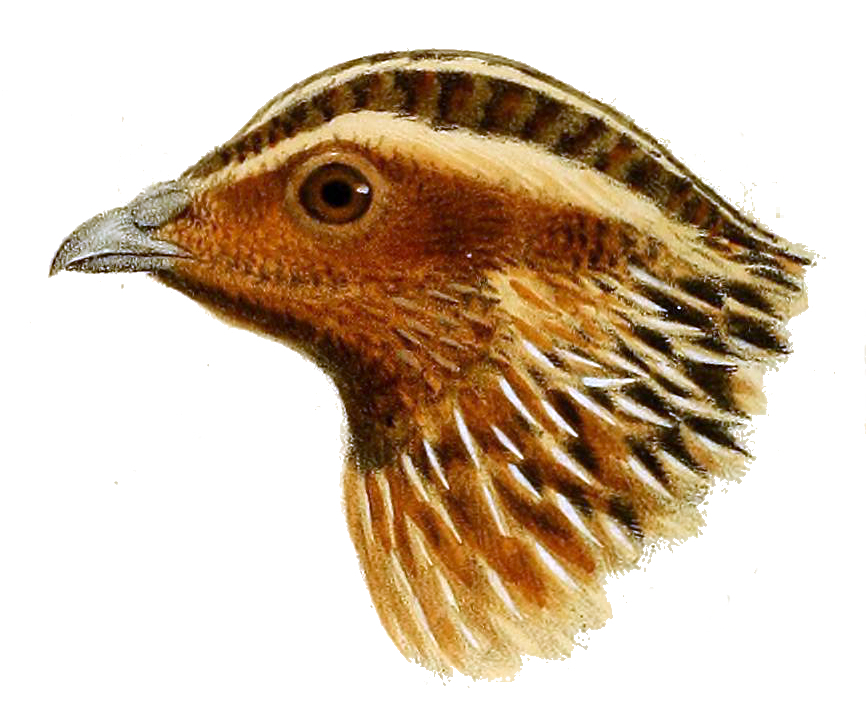
普通鹌鹑南非亞種（Coturnix coturnix africana）的頭部樣貌